# Calixa Lavallée
Calixa Lavallée (Verchères, 1842. december 28. – Boston, 1891. január 21.) kanadai zeneszerző. Leghíresebb műve Kanada himnusza.

## Élete
Lavallée a québeci Verchères-ben született, zenészcsalád tagjaként. Apja hangszerkészítő volt, testvére, Charles, pedig karmester. Joseph, a másik fivére harsonán játszott, nővérük, Cordelia pedig énekelt és zongorázott. Első zenei leckéit apjától kapta, 1855-től pedig zongorázni tanult Montréalban. 1857-ben az Egyesült Államokba, a karibi térségbe, Mexikóba és Dél-Amerikába utazott. Részt vett az amerikai polgárháborúban, de miután Antietamnál megsebesült, 1863-ban visszatért Québecbe.1873-tól 1875-ig Párizsban élt és tanult. Montréalba visszatérve sikertelen próbálkozást tett egy konzervatórium felállítására, de a kudarc után az Egyesült Államokba költözött. Itt, Bostonban halt meg 1891-ben, tuberkulózisban.

## Himnusz
A 19. század végén Kanada angol nyelvű részén a God Save the King kezdetű dal illetve a The Maple Leaf Forever volt a de facto himnusz, de brit irányultságuk miatt ezek a dalok népszerűtlenek voltak a francia lakosság körében. 1880-ban Napoléon Caron trois-rivières-i pap javasolta a Francia Kanadaiak Nemzeti Kongresszusának, hogy írjanak ki pályázatot francia nyelvű hazafias dal írására, amelyet a júniusi québeci Saint-Jean-Baptiste-ünnepségen mutatnának be a nagyközönségnek. A pályázatra idő hiányában nem került sor; ehelyett Lavallée kapott megbízást a zene megírására, a francia szöveget pedig Adolphe-Basile Routhier írta. A dal sikert aratott az 1880. június 24-i bemutatón, és hamar népszerűvé vált a francia kanadaiak körében. Idővel több angol nyelvű fordítás is született, és az O, Canada az angolajkú lakosság körében is elterjedt. A dal végül megírása után száz évvel, 1980-ban vált hivatalosan is az ország himnuszává.
Az ISWC katalógusába több azonosítóval is bejegyezték. Kanadai Himnusz címen  T-205.109.457-3, O Canada címen T-913.383.819-4 azonosítóval. Ezek között van, amely népdalnak minősíti (domaine public) T-901.451.369-0, de a sok szövegváltozat különféle azonosítókkal szerepel (Alfred Kluten, Armin Sabol, Adams Gordon, Bevan Allan, Patrick James Stewart, stb.)